# Whitmell P. Martin

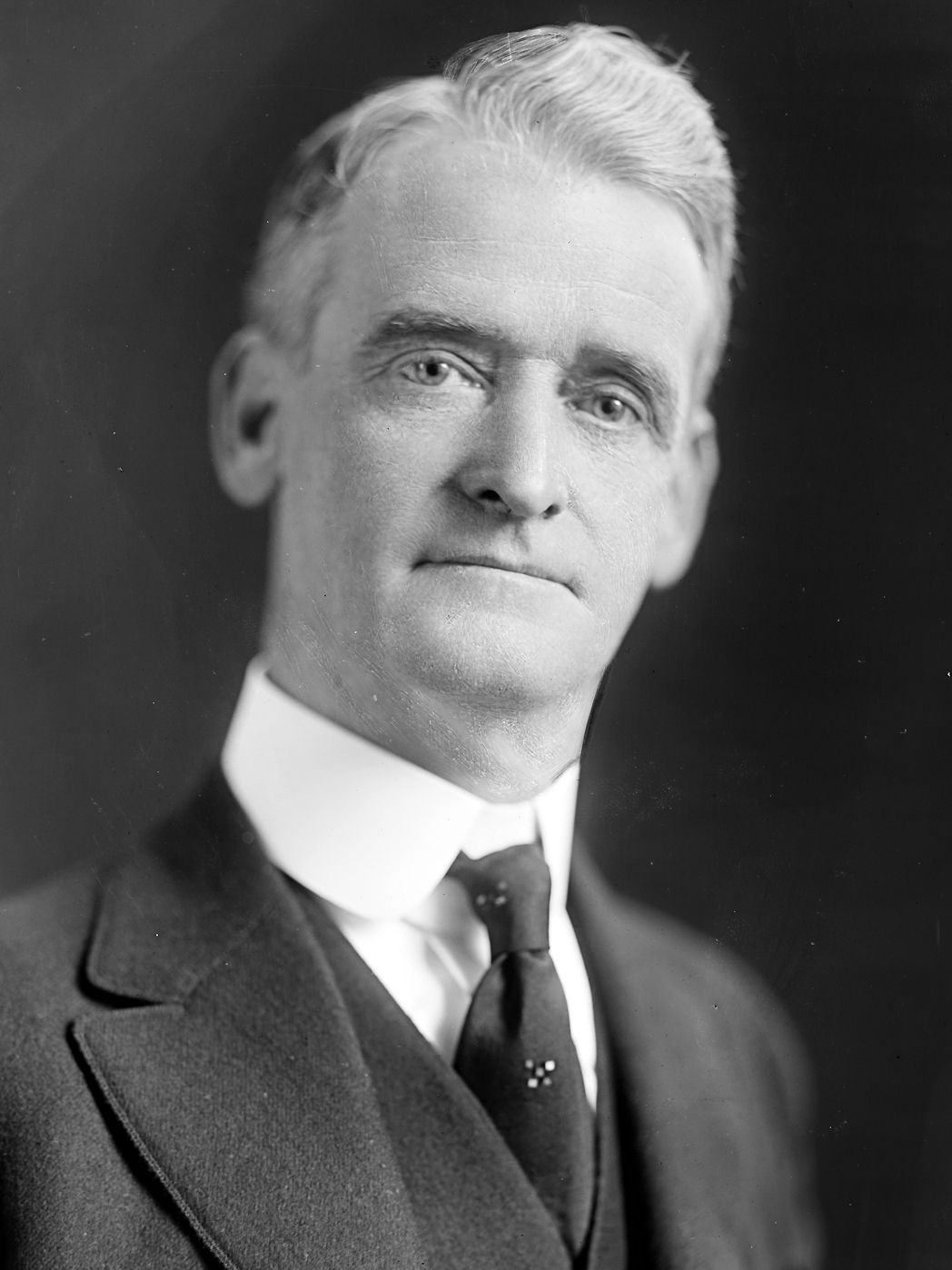
Whitmell P. Martin

Whitmell Pugh Martin (* 12. August 1867 bei Napoleonville, Louisiana; † 6. April 1929 in Washington, D.C.) war ein US-amerikanischer Politiker. Zwischen 1915 und 1929 vertrat er den Bundesstaat Louisiana im US-Repräsentantenhaus.

## Werdegang
Whitmell Martin erhielt sowohl eine öffentliche als auch eine private Schulausbildung. Anschließend studierte er bis 1888 an der Louisiana State University in Baton Rouge das Fach Chemie. Dieses Fach unterrichtete er in den Jahren 1889 und 1890 am Kentucky Military Institute. Danach arbeitete er bis 1891 als Chemiker für die Firma Sugar Land Refinery in Texas. Nach einem anschließenden Jurastudium an der University of Virginia in Charlottesville und seiner 1892 erfolgten Zulassung als Rechtsanwalt begann er in Napoleonville in seinem neuen Beruf zu arbeiten. Noch im gleichen Jahr verlegte er seinen Wohnsitz und seine Kanzlei nach Thibodaux. Zwischen 1894 und 1900 war Martin Schulrat im Lafourche Parish. Danach amtierte er von 1900 bis 1906 als Bezirksstaatsanwalt im 20. Gerichtsbezirk seines Staates, in dem er danach bis 1914 als Richter arbeitete.
Politisch schloss er sich in jener Zeit der vom ehemaligen US-Präsidenten Theodore Roosevelt ins Leben gerufenen Progressive Party an. Bei den Kongresswahlen des Jahres 1914 wurde er als deren Kandidat im dritten Wahlbezirk von Louisiana in das US-Repräsentantenhaus in Washington gewählt. Dort trat er am 4. März 1915 die Nachfolge von Robert F. Broussard an. Nach mehreren Wiederwahlen konnte er bis zu seinem Tod am 6. April 1929 im Kongress verbleiben. Seit 1918 war er Mitglied der Demokratischen Partei, für die er fortan kandidierte. Im Jahr 1920 war er Delegierter zur Democratic National Convention in San Francisco, auf der James M. Cox als Präsidentschaftskandidat nominiert wurde. Während seiner Zeit im Kongress wurden dort der 18. und der 19. Verfassungszusatz verabschiedet.